# Championnat de Slovaquie de football 1996-1997
Navigation
Saison précédente Saison suivante
La saison 1996-1997 du Championnat de Slovaquie de football était la 4e édition de la Slovak Superliga, le championnat de première division de Slovaquie. Les 16 meilleurs clubs du pays sont regroupés au sein d'une poule unique où chaque formation rencontre deux fois tous ses adversaires, à domicile et à l'extérieur. Les deux derniers du classement sont relégués et remplacés par les deux premiers clubs de D2.
Le 1.FC Kosice finit en tête du championnat et remporte le tout premier titre de champion de Slovaquie de son histoire. Il termine avec 1 point d'avance sur le Slovan Bratislava, triple champion en titre.

## Les 16 clubs participants
| - Slovan Bratislava - Inter Bratislava - BSK Bardejov - FK DAC 1904 Dunajská Streda - Tatran Presov - Spartak Trnava - FK ZTS Dubnica - Promu de D2 - MSK Zilina - Promu de D2 | - MFK Kosice - FC Nitra - Dukla Banska Bystrica - FC Chemlon Hummené - FK Banik Prievidza - Lokomotiva Kosice - FC Rimavska Sobota - Promu de D2 - FC Artmedia Bratislava - Promu de D2 |

## Compétition

### Classement
Le barème de points servant à établir le classement se décompose ainsi :
- Victoire : 3 points
- Match nul : 1 point
- Défaite : 0 point

| Rang | Équipe                      | Pts | J  | G  | N  | P  | Bp | Bc | Diff |
| ---- | --------------------------- | --- | -- | -- | -- | -- | -- | -- | ---- |
| 1    | 1.FC Kosice                 | 70  | 30 | 21 | 7  | 2  | 61 | 19 | +42  |
| 2    | Spartak Trnava              | 69  | 30 | 21 | 6  | 3  | 66 | 24 | +42  |
| 3    | Inter Bratislava            | 50  | 30 | 15 | 5  | 10 | 49 | 33 | +16  |
| 4    | Slovan Bratislava (T) (C)   | 48  | 30 | 13 | 9  | 8  | 38 | 53 | -15  |
| 5    | Dukla Banska Bystrica       | 44  | 30 | 13 | 5  | 12 | 48 | 37 | +11  |
| 6    | Tatran Prešov               | 43  | 30 | 12 | 7  | 11 | 37 | 38 | -1   |
| 7    | BSK Bardejov                | 40  | 30 | 11 | 7  | 12 | 34 | 36 | -2   |
| 8    | FK Banik Prievidza          | 37  | 30 | 10 | 7  | 13 | 41 | 43 | -2   |
| 9    | MŠK Žilina (P)              | 37  | 30 | 11 | 4  | 15 | 30 | 34 | -4   |
| 10   | Lokomotiva Kosice           | 37  | 30 | 8  | 13 | 9  | 27 | 31 | -4   |
| 11   | HFC Hummené                 | 36  | 30 | 11 | 3  | 16 | 34 | 44 | -10  |
| 12   | Rimavska Sobota (P)         | 36  | 30 | 11 | 3  | 16 | 31 | 46 | -15  |
| 13   | FC Artmedia Petržalka (P)   | 35  | 30 | 9  | 8  | 13 | 29 | 49 | -20  |
| 14   | FK DAC 1904 Dunajská Streda | 34  | 30 | 9  | 7  | 14 | 29 | 45 | -16  |
| 15   | FK ZTS Dubnica (P)          | 32  | 30 | 8  | 8  | 14 | 29 | 43 | -14  |
| 16   | FC Nitra                    | 20  | 30 | 5  | 5  | 20 | 22 | 48 | -26  |

|  | Qualifié pour la Ligue des Champions 1997-1998                                            |
|  | Qualifié pour la Coupe des Coupes 1997-1998                                               |
|  | Qualifié pour la Coupe UEFA 1997-1998                                                     |
|  | Qualifié pour la Coupe Intertoto 1997                                                     |
|  | Relégation en deuxième division                                                           |
|  | (T) : Tenant du titre (C) : Vainqueur de la Coupe de Slovaquie (P) : Promu de 2e division |

## Bilan de la saison
| Championnat de Slovaquie de football 1996-1997 |                         |
| Champion                                       | 1.FC Kosice (1er titre) |
| Coupes et trophées                             |                         |
| Vainqueur de la Coupe de Slovaquie 1996-1997   | Slovan Bratislava       |
| Qualifications continentales                   |                         |
| Ligue des champions 1997-1998                  | 1.FC Kosice             |
| Coupe des Coupes 1997-1998                     | Slovan Bratislava       |
| Coupe UEFA 1997-1998                           | Spartak Trnava          |
| Coupe Intertoto 1997                           | Inter Bratislava        |
| Promotions et relégations                      |                         |
| Promus en Slovak Superliga                     | AS Trencin              |
| Promus en Slovak Superliga                     | MFK Ružomberok          |
| Relégués en Slovak First League                | FK ZTS Dubnica          |
| Relégués en Slovak First League                | FC Nitra                |